# Christian Kautz
Christian Kautz, né le 23 novembre 1913 et décédé le 4 juillet 1948, est un pilote automobile Suisse.

## Biographie
Fils d'un multimillionnaire suisse, il commence sa carrière en 1936 en tant que pilote junior pour Daimler-Benz AG (abandon au Grand Prix de France). Il termine troisième du Grand Prix automobile de Monaco 1937.
En 1938 il passe chez Auto Union, qui l'engage dans trois Grands Prix.
Kautz devient pilote d'essai pour Lockheed durant la Seconde Guerre mondiale aux États-Unis.
Il meurt à 34 ans dans un accident au cours du Grand Prix de Suisse 1948 à Bremgarten.

## Source de traduction
- (en) Cet article est partiellement ou en totalité issu de l’article de Wikipédia en anglais intitulé « Christian Kautz » (voir la liste des auteurs).